# 삐삐 롱스타킹 (1997년 영화)
말괄량이 삐삐 또는 삐삐 롱스타킹(Pippi Longstocking)는 독일에서 제작된 마이클 샤크, 클리브 A. 스미스, 빌 기지 감독의 1997년 애니메이션 영화이다. 멜리사 알트로 등이 주연으로 출연하였다.

## 출연

### 주연
- 멜리사 알트로
- 캐서린 오하라
- 캐롤 포프
- 데이브 토마스
- 고든 핀센트

### 조연
- 거닐라 루르
- 사무엘 플로러
- 보르즈 알스테트
- 앤드류 잭슨

## 제작진
- 원작자: 아스트리드 린드그렌